# Antestjärnen, Medelpad
Antestjärnen är en sjö i Ånge kommun i Medelpad som ingår i Ljungans huvudavrinningsområde.